# Kaempferia rotunda
Espèce
Classification phylogénétique
Kaempferia rotunda est une espèce de plante du genre Kaempferia et de la famille des Zingiberaceae.

## Synonymes
- Kaempferia longa Jacq., (1798)
- Kaempferia versicolor Salisb, (1812)
- Zerumbet zeylanica Garsault, (1764)